# Butte de Montfaucon (Meuse)
Pour les articles homonymes, voir Montfaucon.
La butte de Montfaucon est un sommet culminant à 338 mètres d'altitude, dans la commune de Montfaucon-d'Argonne, dans le département de la Meuse, en France.
Elle est parfois considérée comme le point culminant de l'Argonne au sens large.

## Histoire
L'ancien village et sa collégiale Saint Germain datant du IXe siècle étaient perchés sur la butte. Après avoir subi les attaques de la Première Guerre mondiale, il ne reste que des ruines. 

## Lieux et monuments

### Monument américain de Montfaucon
Ce monument a été érigé et est entretenu par l'American Battle Monuments Commission, une agence gouvernementale américaine. Il a été inauguré le dimanche 1er août 1937 en présence du président de la République française, Albert Lebrun.
D'une hauteur totale de 60 mètres, le monument est constitué d'une colonne dorique en granit massif, surmontée d'une statue symbolisant la liberté et domine les ruines de l'ancien village.

### Terrains de zone rouge
Les terrains de zone rouge, d'une superficie de 3 hectares, sont classés par arrêté du 24 avril 1937 au titre des monuments historiques.